# Barrio Dieciocho
El barrio Dieciocho, también llamado sector calle dieciocho, corresponde a un barrio típico ubicado en la comuna de Santiago Centro. Está conformado por el antiguo casco urbano construido principalmente entre el siglo XIX y principios del XX, que albergó a la clase acomodada de la capital de Chile entre los años 1850 y 1920. El barrio se caracteriza por la presencia de palacios y mansiones (principalmente frontis y mamposterías).
En 7 de febrero de 1983, mediante el decreto el Decreto Supremo del Ministerio de Educación, N° 123 de 1983, el barrio dieciocho fue declarado zona típica con los siguientes límites: Avenida Libertador General Bernardo O'Higgins por el norte, Calle Las Heras por el sur, calle San Ignacio por el oriente y avenida Autopista Central por el poniente. Debido a esto, es colindante hacia el poniente con el Barrio República.
Hoy se le conoce, junto al barrio República, como barrio Universitario de Santiago debido a la instalación de universidades y otras Instituciones de Educación Superior.
Dentro de los límites del barrio dieciocho de ubican: La casa central de la Universidad Tecnológica Metropolitana, La sede Padre Alonso de Ovalle del Duoc UC, la casa central de la Universidad Iberoamericana de Ciencias y Tecnología, la Facultad de Ciencias Económicas y Administrativas, Jurídicas y Sociales de la Universidad Central de Chile, la sede Santiago de la Universidad Bolivariana de Chile, El Centro de Formación Técnica ICEL, la sede San Ignacio de INACAP y el Instituto Profesional Latinoamericano de Comercio Exterior (Iplacex). Además, se ubican el Colegio San Ignacio , el Liceo Profesional Abdón Cinfuentes y la 48 comisarías de familia e infancia de Carabineros de Chile

## Historia

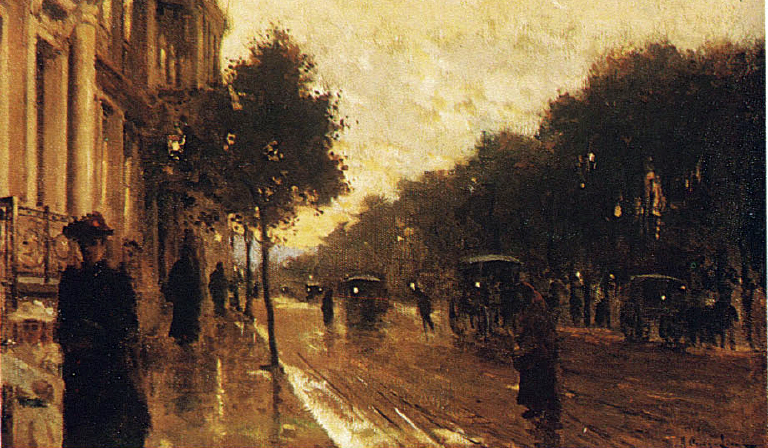
Alameda de las Delicias a la altura del barrio Dieciocho (autor: Alberto Orrego Luco)

El barrio Dieciocho tuvo su auge entre 1850 y 1920 y en él las familias más ricas de la alta sociedad santiaguina se establecieron en lo que se convirtió en un asentamiento urbano excluyente. Casi todos las familias de la oligarquía chilena cuyas fortunas provenían de la minería del carbón, plata, salitre residieron en este sector. El único millonario de la época que no se construyó un palacio en esta zona fue Agustín Edwards Ossandón.
Antes de 1850, el lugar albergaba extensas quintas de recreo provenientes de terrenos agrícolas de las encomiendas españolas heredadas por familias criollas del siglo XVII y XVIII. En el sector central de ese entonces estaba la llamada Pampilla destinada a los paseos a caballo.
La presencia del Campo de Marte, la construcción del parque Cousiño en 1873, la Escuela Militar y la iglesia de San Ignacio fomentaron el asentamiento de adineradas familias quienes, siguiendo las modas urbanas importadas desde Europa (especialmente de Francia con los petit palais), construyeron ostentosas mansiones: el emblemático y pionero palacio Cousiño, así como el coetáneo Vergara de Santiago, ya inexistente; los palacios Eguiguren, Herquíñigo, Irarrázabal, Íñiguez, Ochagavía, Astoreca, Errázuriz (construido en 1872, hoy embajada del Brasil) y Ariztía, algunos de los cuales ha sido declarados Monumento Nacional.
Una de las características arquitectónicas del barrio Dieciocho consistía en que las construcciones eran de estilo barroco o neoclásico e impresionaban con sus balcones o balconetes ornamentados con volutas o columnas dóricas.
El nivel del estatus social de las construcciones se marcaba con la cercanía de la Alameda de las Delicias: mientras más cerca se vivía de esta principal avenida, más alto era el nivel de sus ocupantes.
Los límites de este exclusivo barrio fueron, por el norte: Alameda de las Delicias (hoy Alameda por el norte, Camino de Cintura (hoy Blanco Encalada) por el sur, la calle San Ignacio por el oriente y avenida de la Capital (actual España) por el poniente. Colindaban los barrios Yungay y Brasil, menos ostentosos, cuyos vecinos pertenecían a clases medias altas.
Las calles de trazado trapezoidal fueron completamente adoquinadas en madera y después en piedra basáltica y enrieladas para el uso del tranvía a propulsión caballar, llamados tranvías a sangre. Se prohibía el tránsito de carretones, vendedores ambulantes o carretas y solo estaba destinado para el tránsito de finos caballares, carruajes y después de automóviles.
Sus manzanas fueron dotadas de alumbrado a gas, glorietas y escaños para el descanso público.
Este barrio es el escenario de la novela costumbrista Martín Rivas (1850), de Alberto Blest Gana.
Hacia el sur estaba la llamada Pampilla, un terreno forestado donde tradicionalmente, por única vez en el año, los ricos se reunían con las clases más pobres a celebrar el aniversario patrio. Allí se construyó posteriormente el Campo de Marte para que las fuerzas armadas desfilaran ante la élite santiaguina (la gente más pobre solo podía mirar desde fuera). Hoy es el parque O'Higgins que, como legado del antiguo Campo de Marte, acoge a un público muy similar al de antaño desde el punto de vista social el Día de las Glorias del Ejército.

### Fin de una época
El tradicional barrio elitista continuó creciendo lentamente hasta 1920 e incluso 1930, pero la Gran Depresión de esa década le puso fin. A ello también contribuyeron también la agitada vida política que motivaba protestas populares, la urbanización del centro de Santiago y el nacimiento de los barrios Infante, el Italia (en la actual comuna de Providencia) y Ñuñoa hacia el oriente, que hicieron que muchas familias adineradas migraran hacía los nuevos sectores. Dieciocho perdió definitivamente su característica elitista hacia 1940; muchas mansiones, casonas y palacetes eran subastados, vendidos o quedaban en abandono a medida que la gente que los ocupaban fallecía. Mientras, la clase media pasaba a dominar el sector y se instalaban locales comerciales, institutos, universidades, etc.
El trazado de la ruta 5 (parte de la carretera Panamericana, denominada al principio en este sector carretera Norte-Sur) dividió el barrio en dos partes y eliminó varias construcciones señoriales.
Hoy el llamado barrio Dieciocho es también denominado Universitario a causa de la alta densidad de establecimientos de educación superior que hay en esta zona.

## Galería de palacios, casonas y universidades del barrio Dieciocho

### Calle Dieciocho

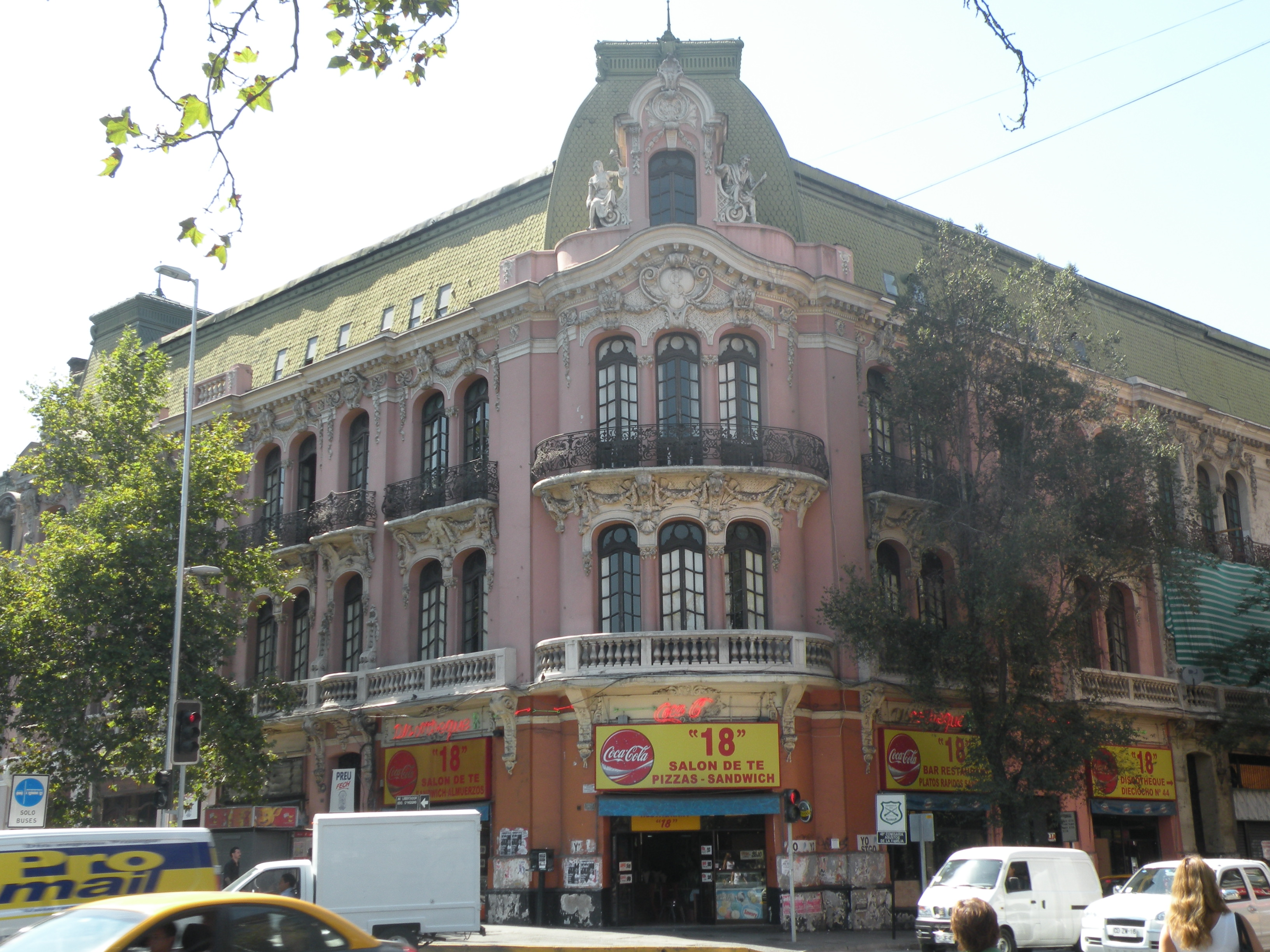
Palacio Íñiguez, Dieciocho #15 (1908)
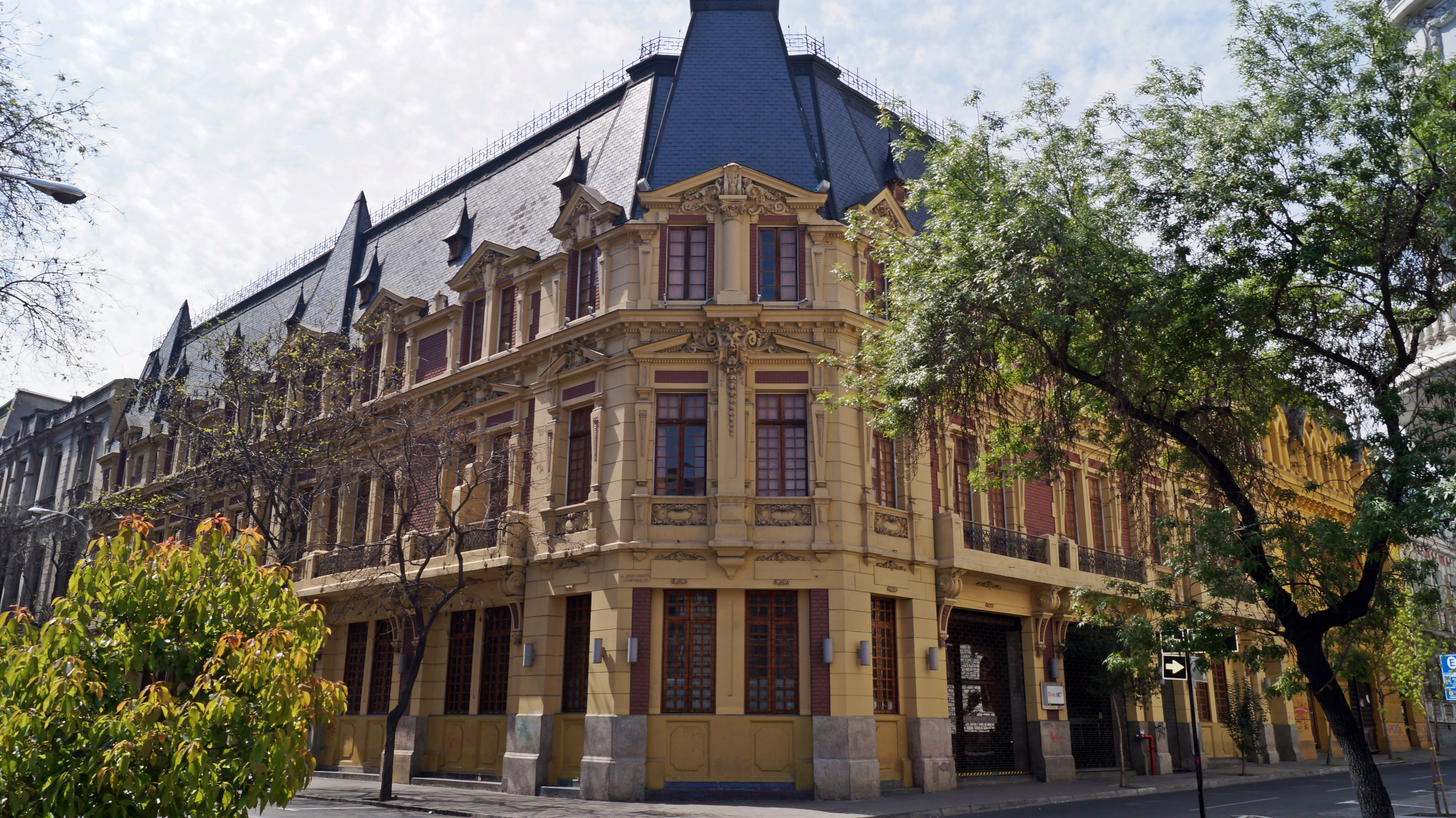
Palacio Cruz Montt, Dieciocho #80 (1925)
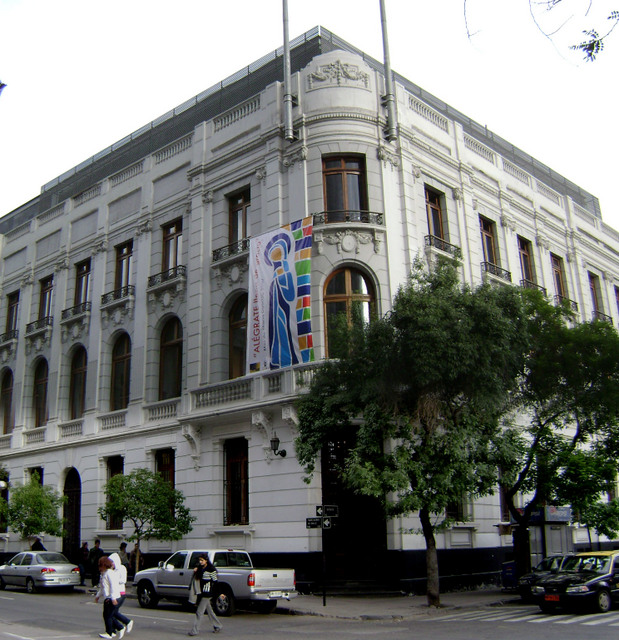
Palacio Eguiguren, Dieciocho #102 (1925)
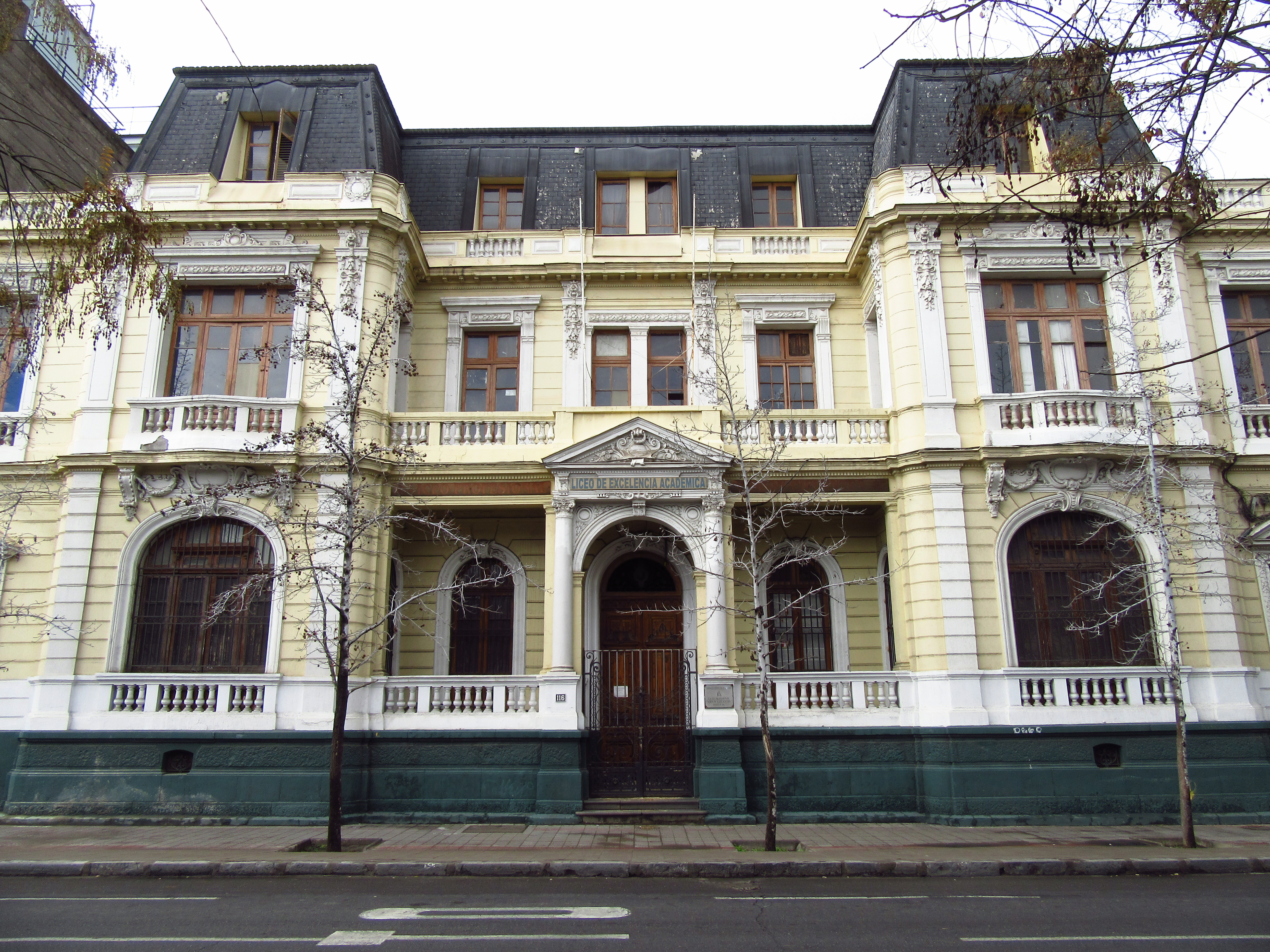
Palacio Cifuentes Gómez, Dieciocho #116 (1905)
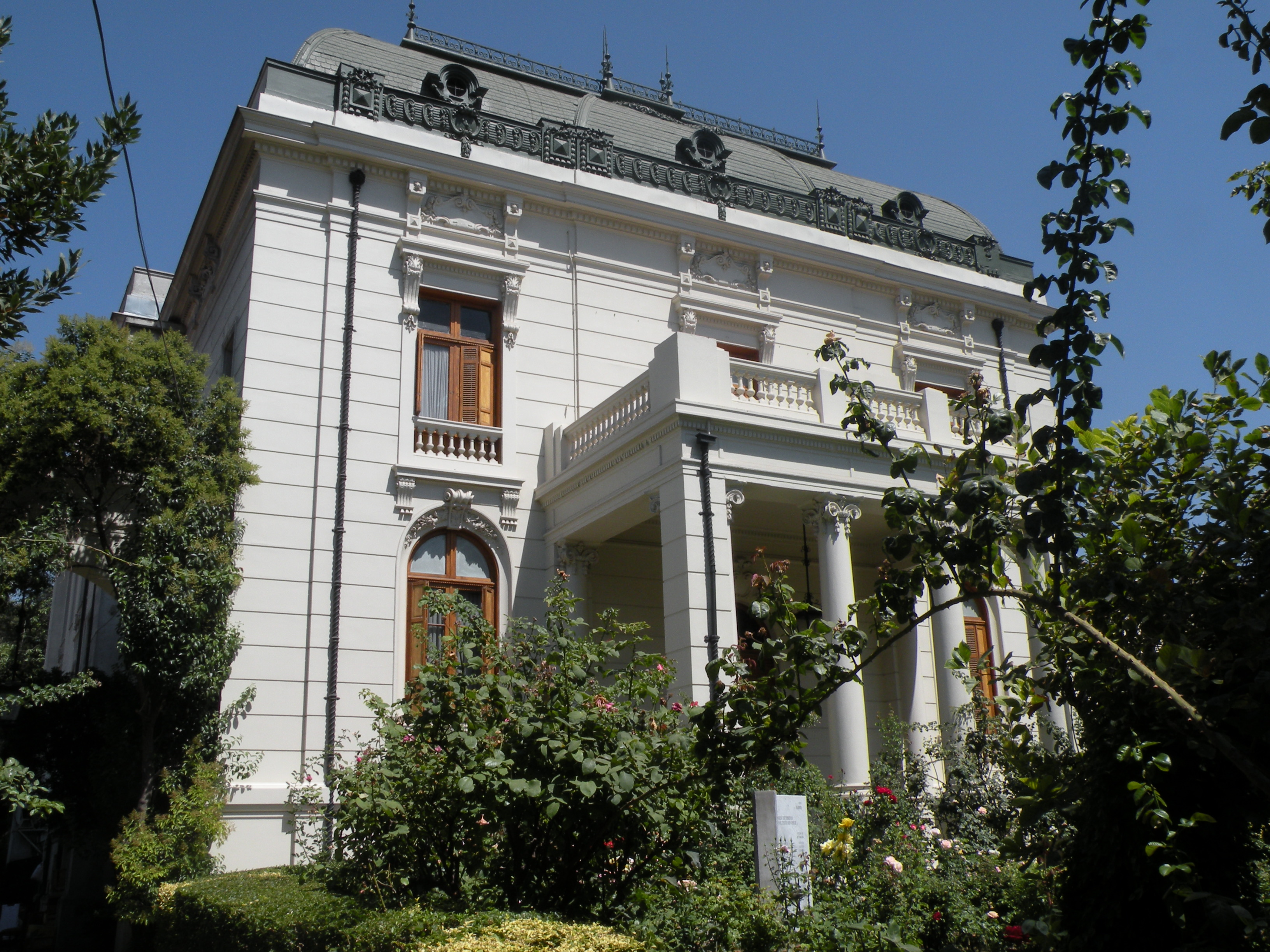
Palacio Astoreca, Dieciocho #121 (1910)
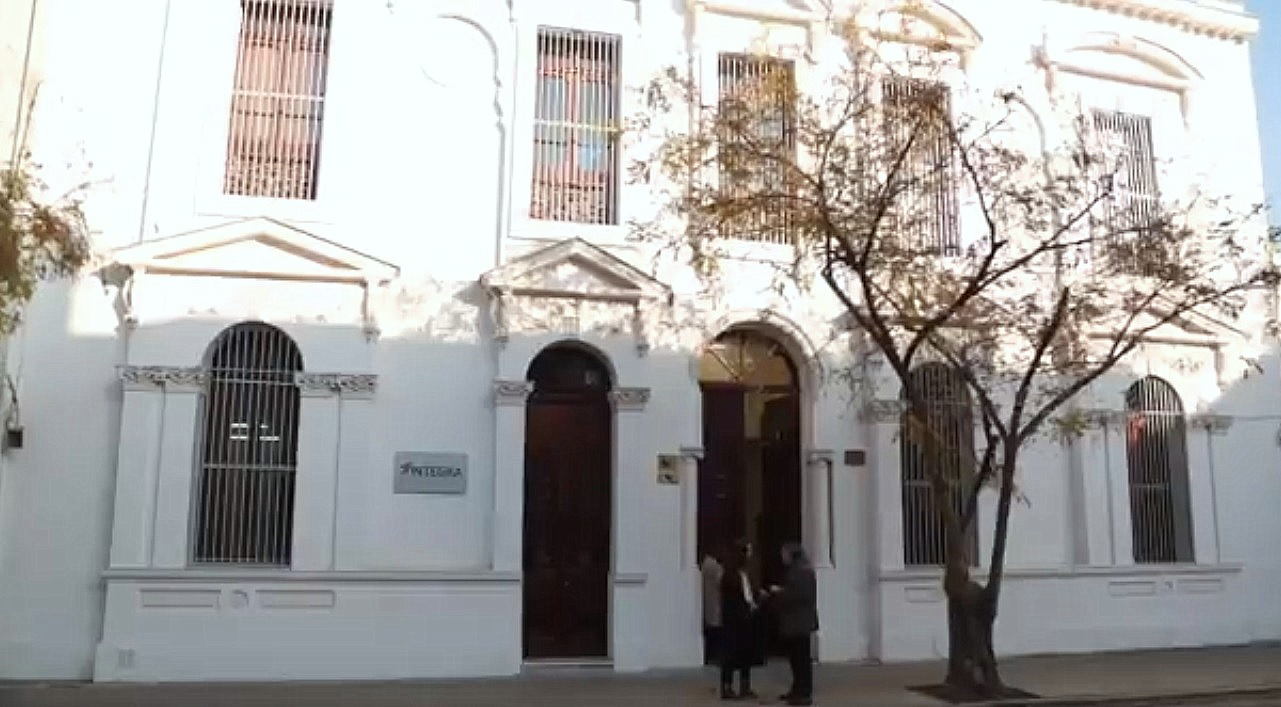
Dieciocho #133
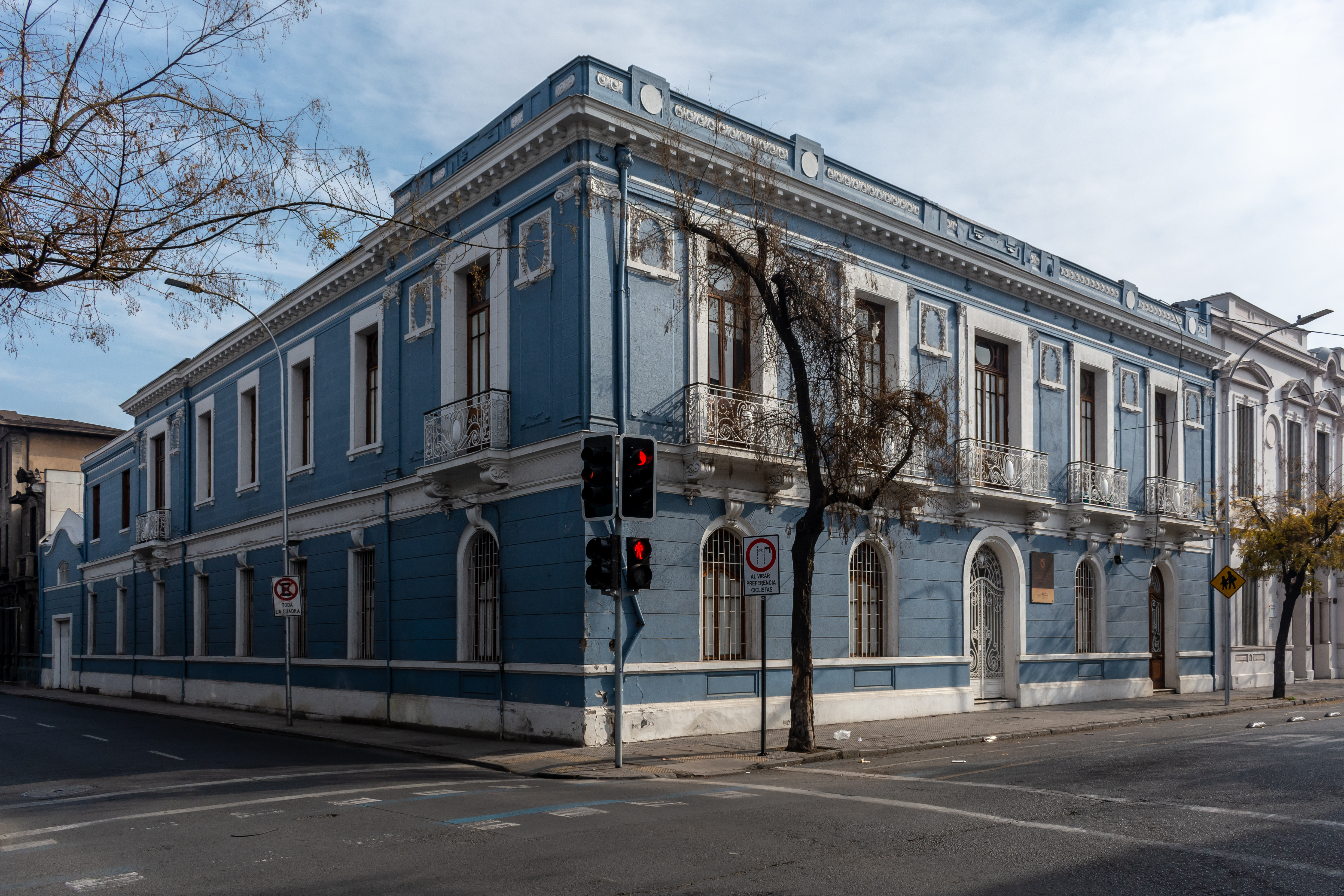
Palacio Morandé Campino, Dieciocho #136 (1890)
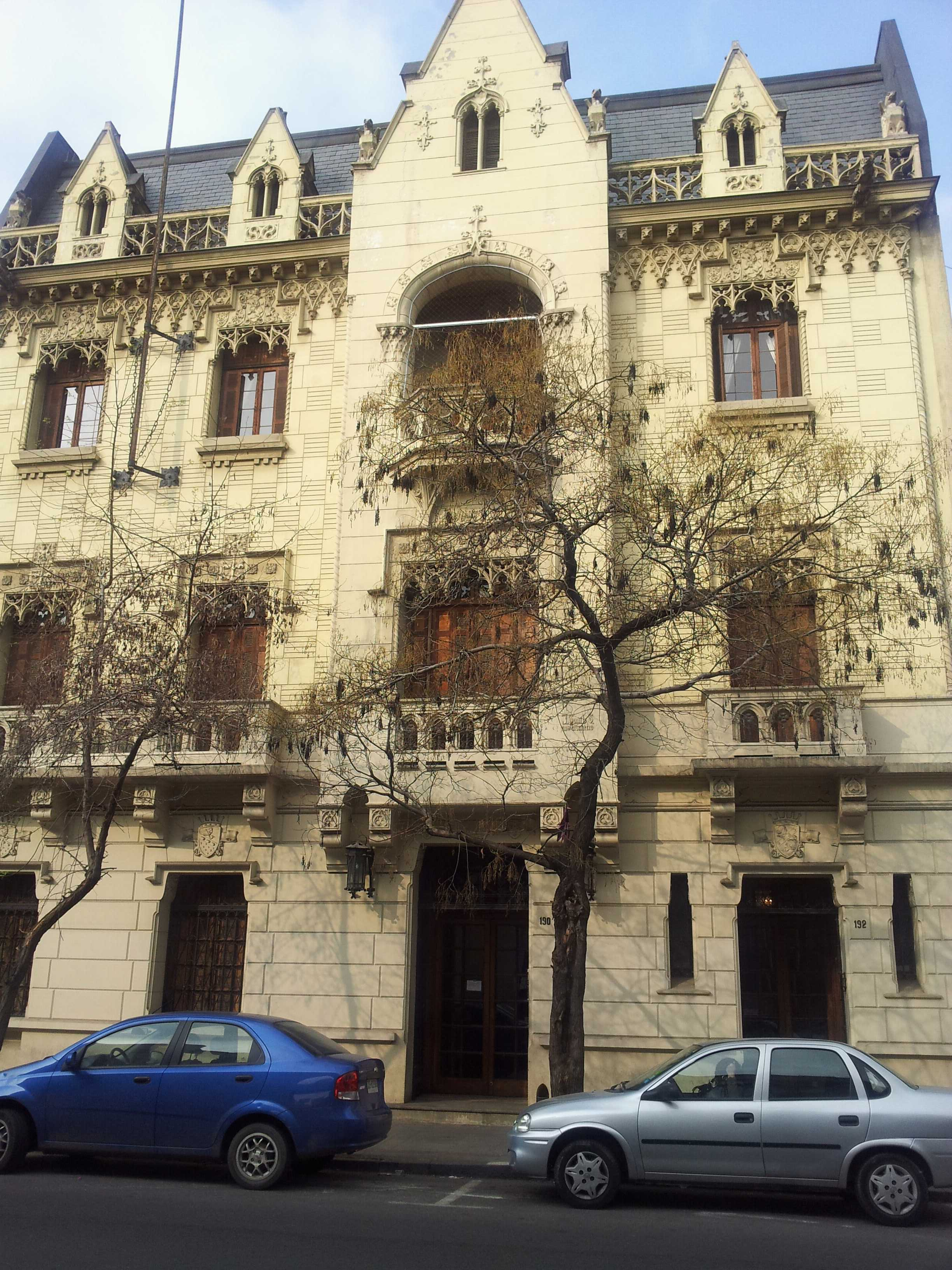
Casa 18, centro de eventos Dieciocho #190 (1917)
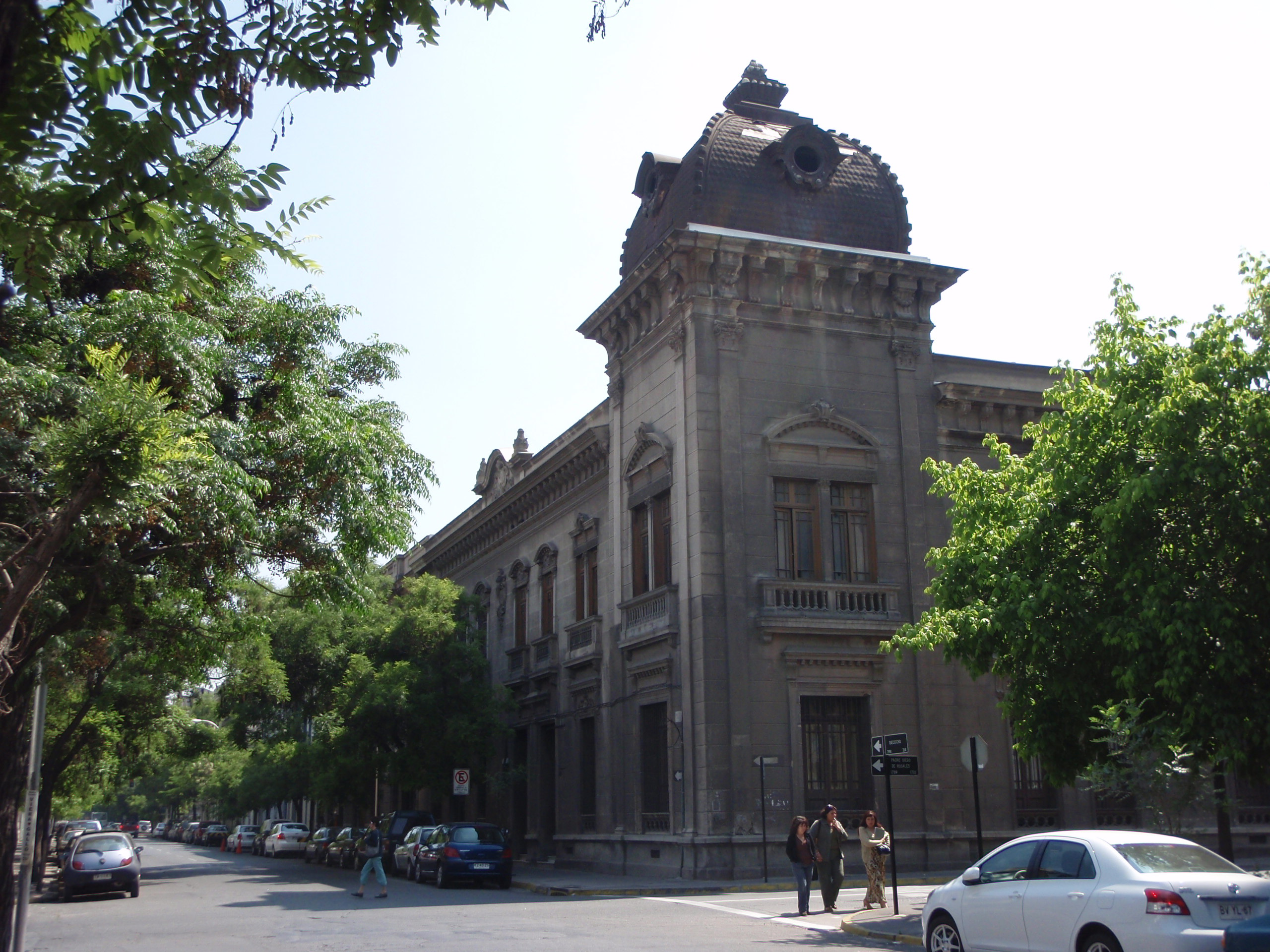
Dieciocho #326, esquina Rosales (1925)
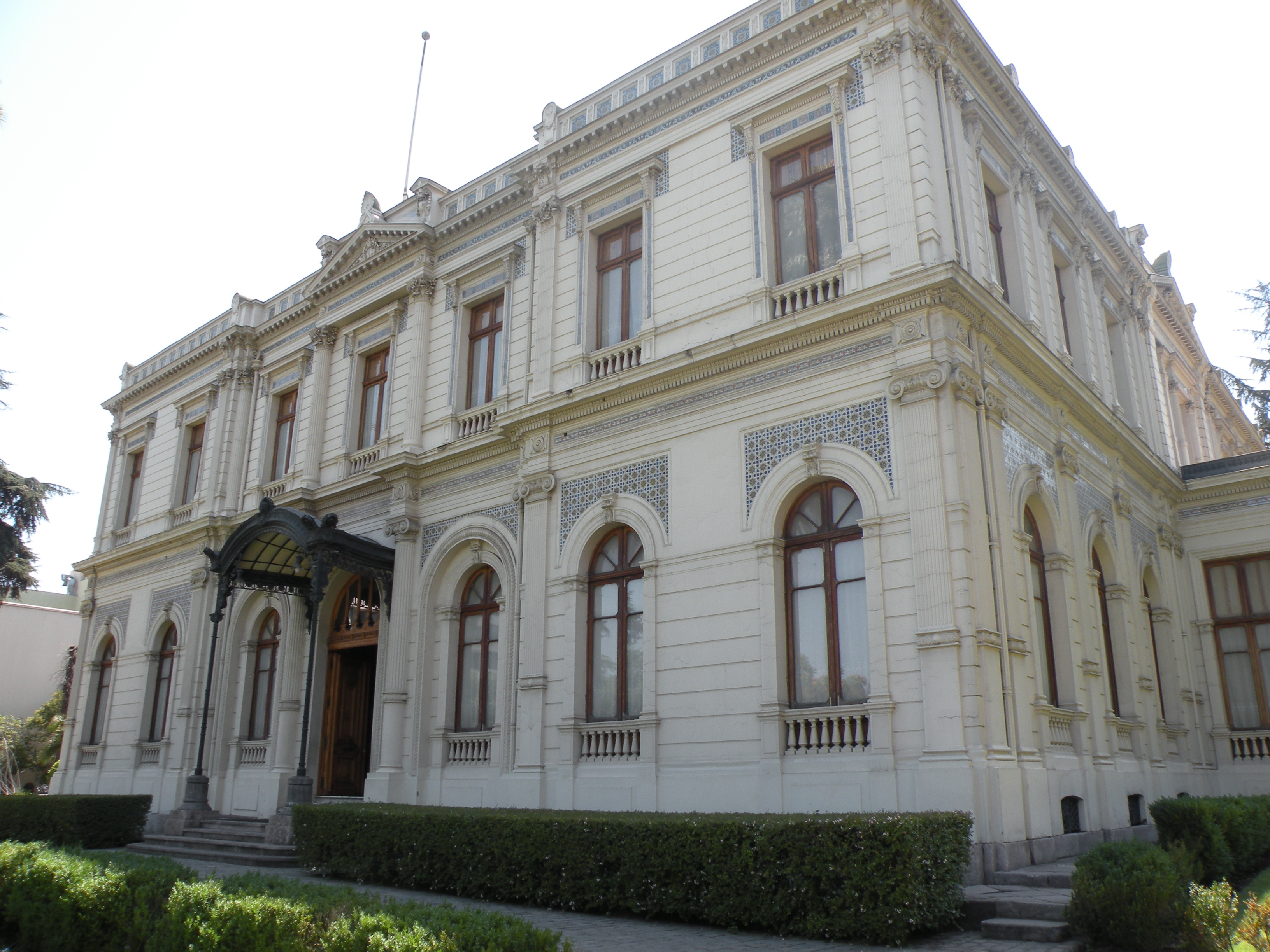
Palacio Cousiño, Dieciocho #438 (1882)

### Avenida Libertador General Bernardo O'Higgins

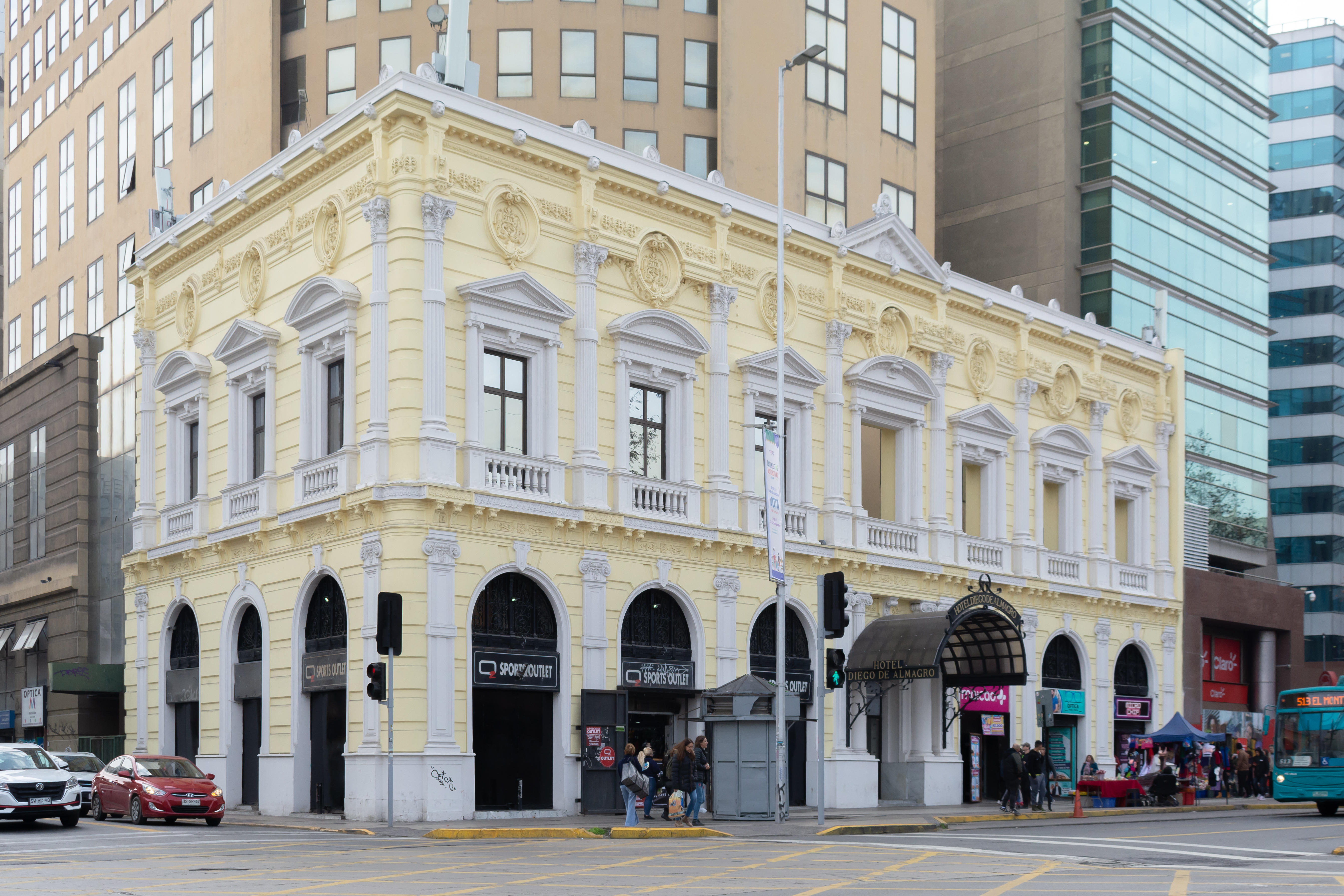
Palacio Rivas, Avenida Libertador General Bernardo O'Higgins #1485 (1887)
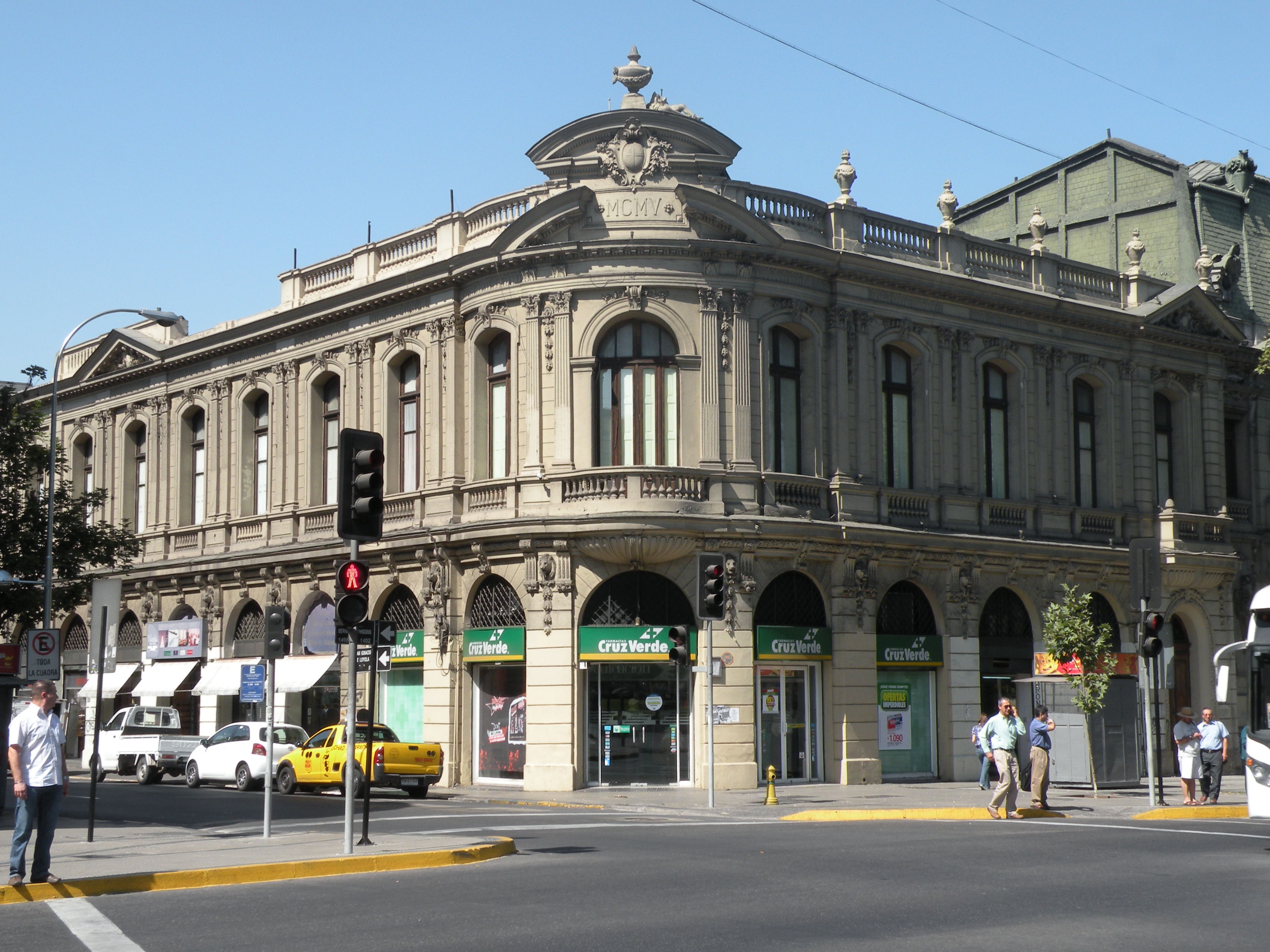
Palacio Ochagavía, Avenida Libertador General Bernardo O'Higgins #1516 (1906)
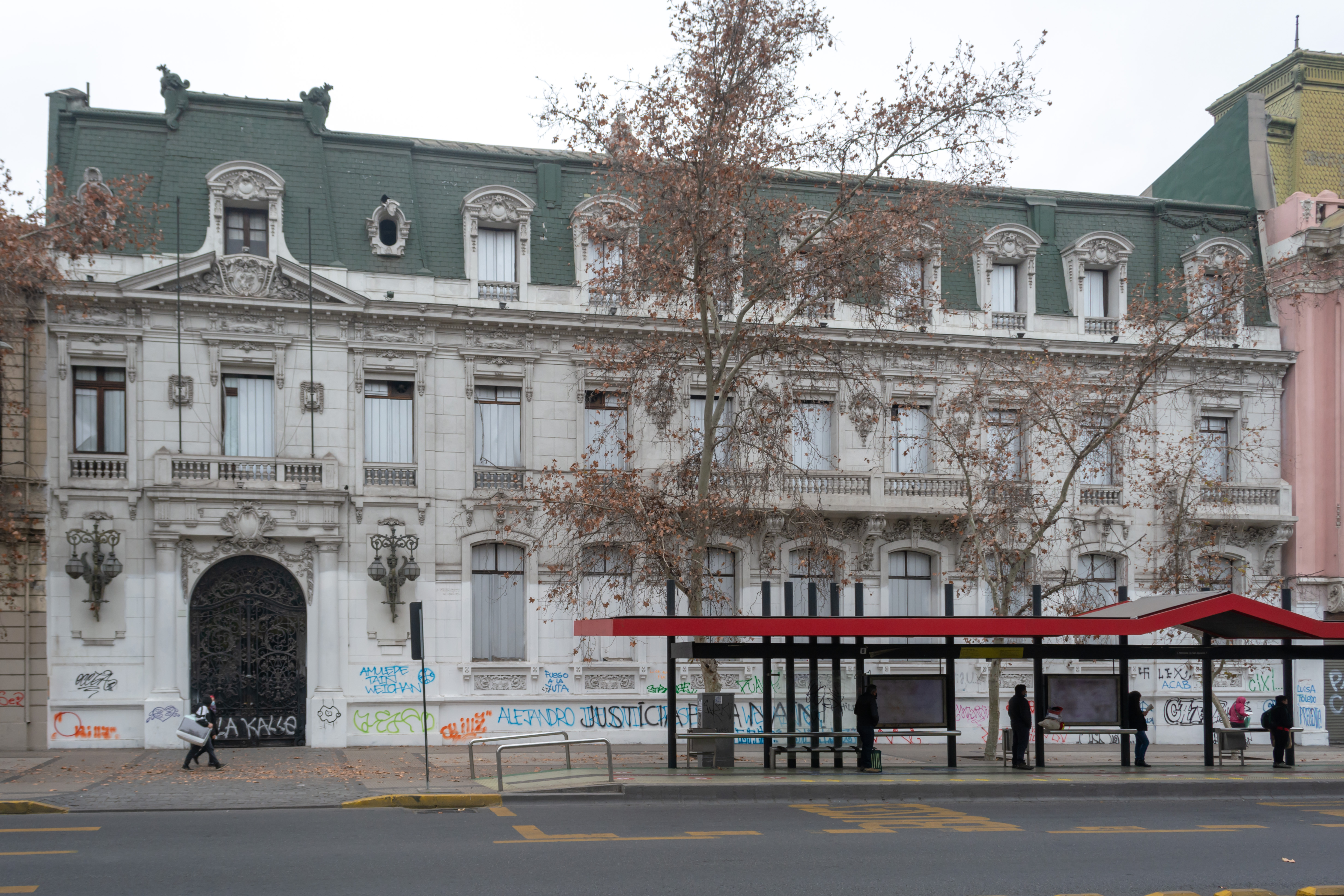
Palacio Irarrázabal, Avenida Libertador General Bernardo O'Higgins #1550 (1908)
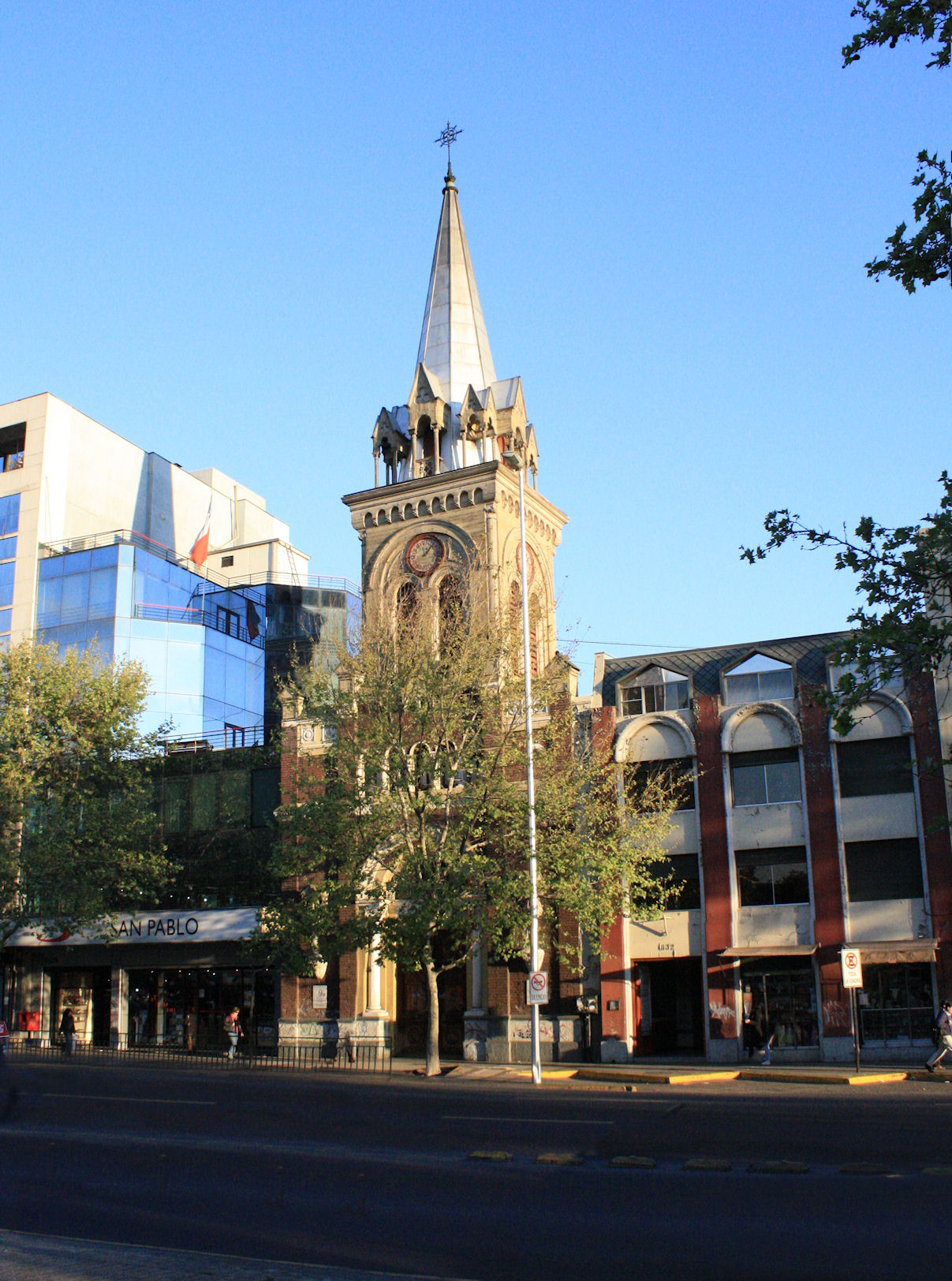
Iglesia San Vicente de Paul, Avenida Libertador General Bernardo O'Higgins #1602 (1854)
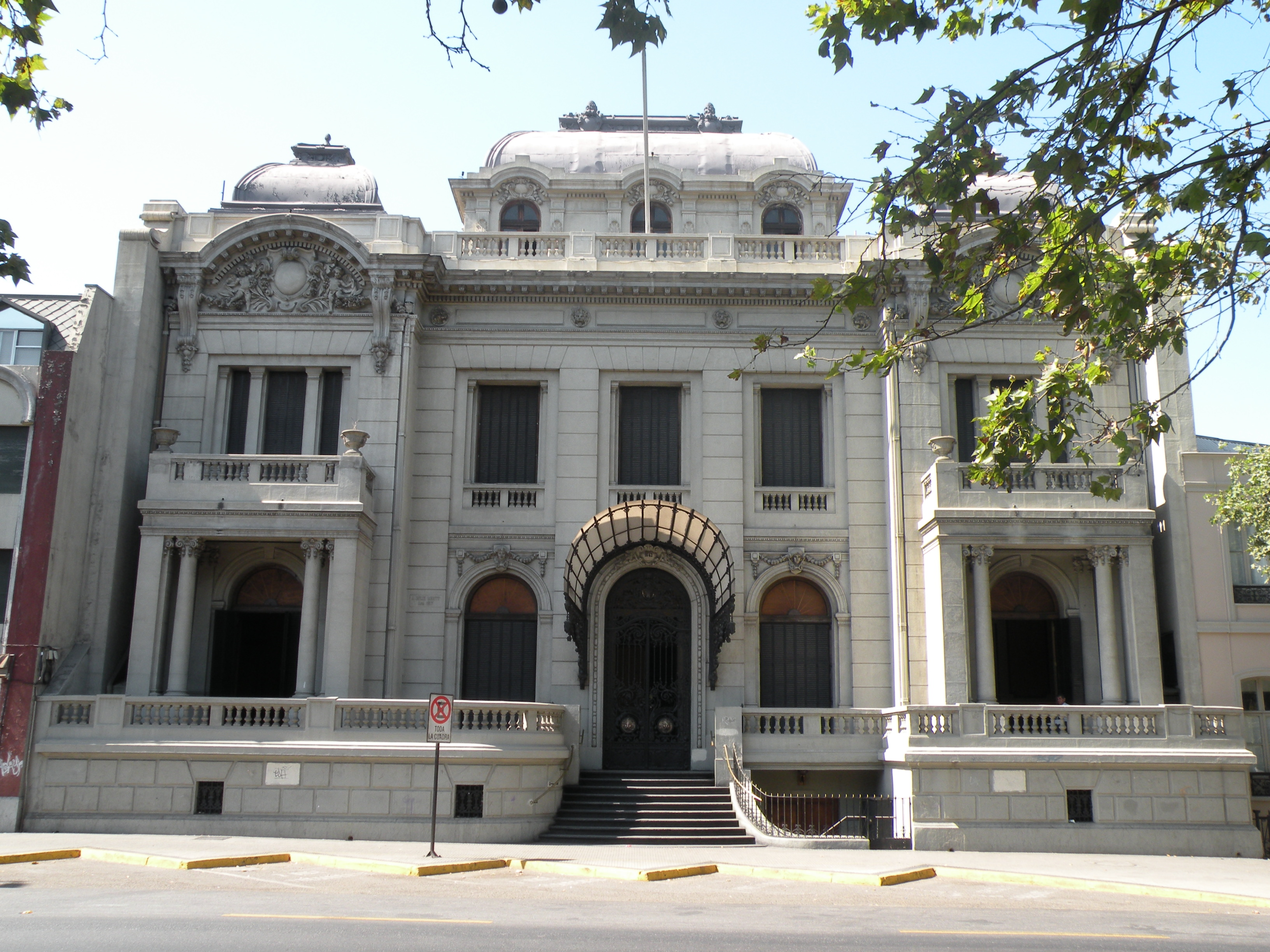
Palacio Ariztía, Avenida Libertador General Bernardo O'Higgins #1642 (1917)
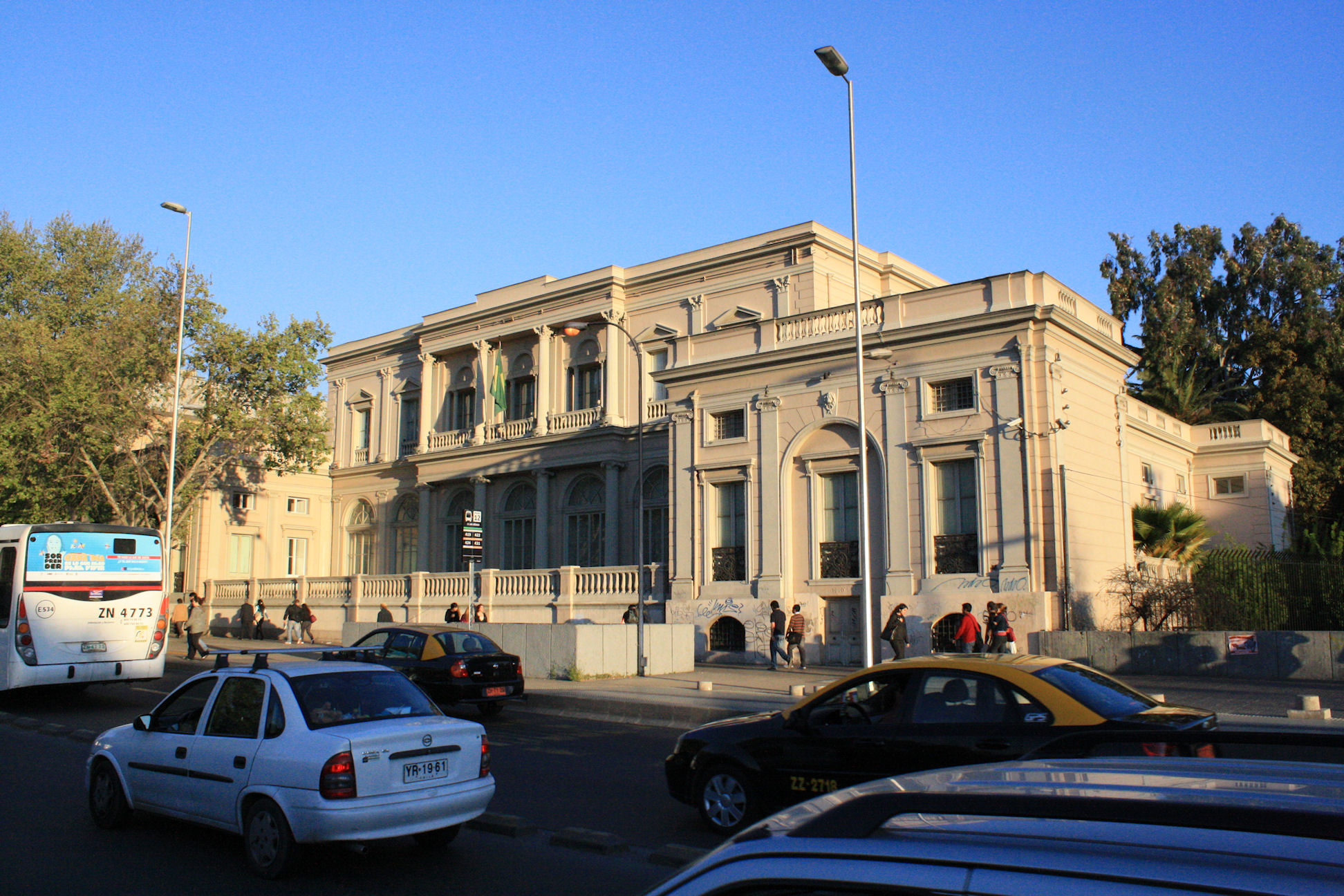
Palacio Errázuriz Urmeneta, Avenida Libertador General Bernardo O'Higgins #1656 (1872)
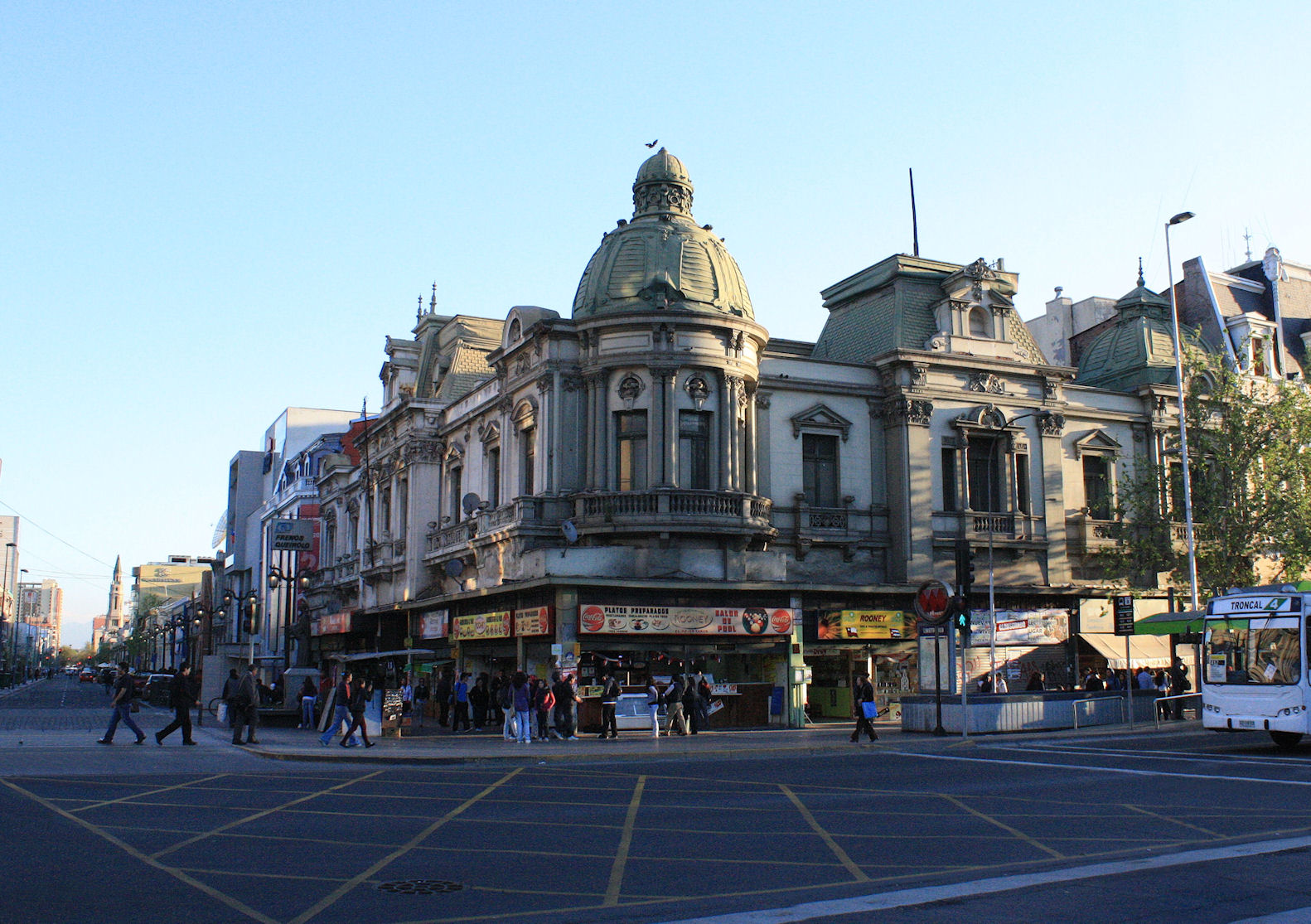
Palacio Aldunate, Avenida Libertador General Bernardo O'Higgins, esquina Ejército Libertador (1925)

### Otras calles del barrio

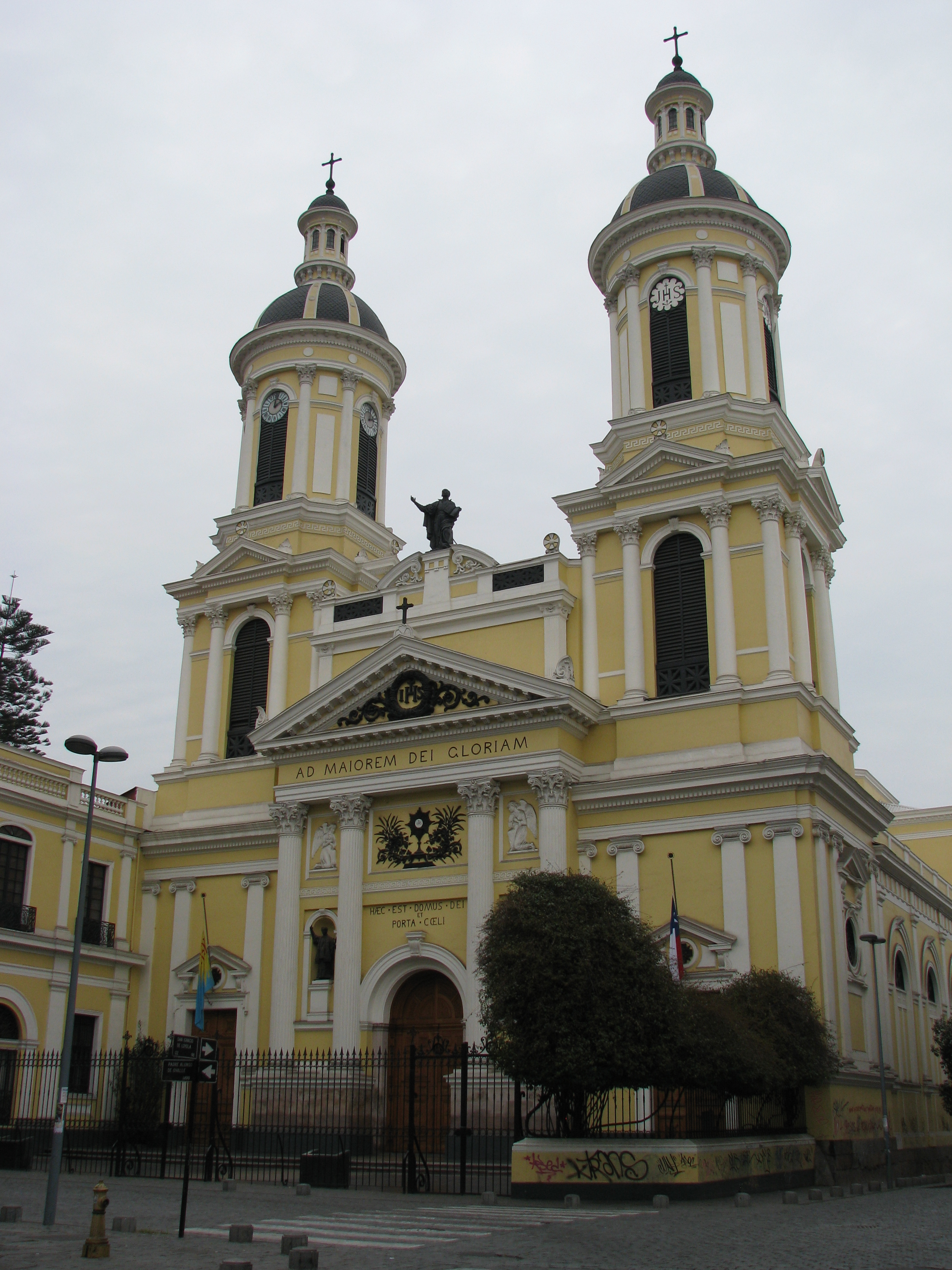
Iglesia de San Ignacio, Alonso Ovalle #1490 (1872)
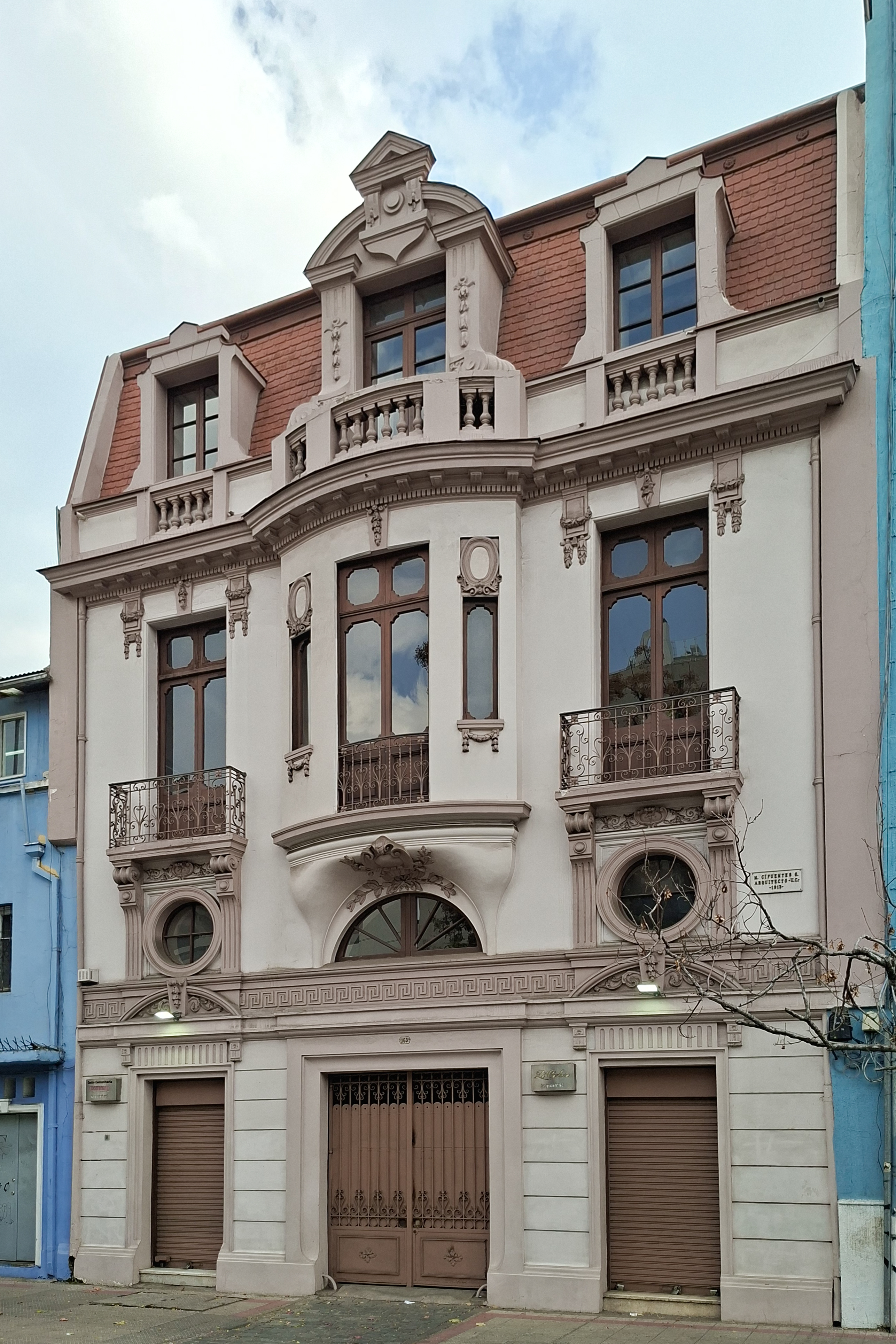
Casa de San Ignacio 165 (1913), sede de Acción Gay
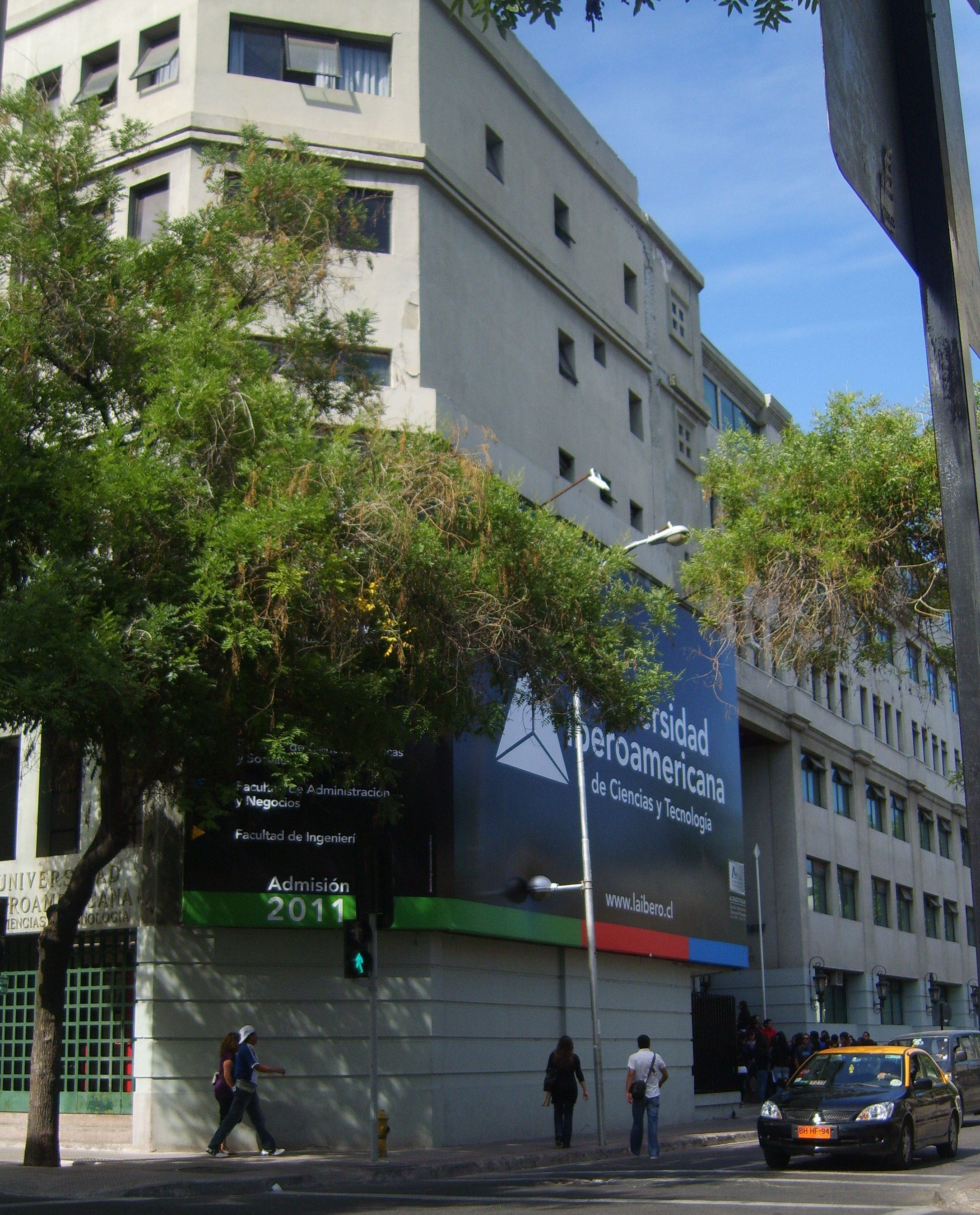
Universidad Iberoamericana de Ciencias y Tecnología, Padre Miguel de Olivares #1620 (1998)

## Ubicación en Santiago
| Noroeste: Barrio Brasil           | Norte: Barrio Brasil  |  |
| Oeste: Barrio República           |                       |  |
| Suroeste: Club Hípico de Santiago | Sur: Parque O'Higgins |  |